# 南义乡
南义乡，是中华人民共和国甘肃省庆阳市宁县下辖的一个乡镇级行政单位。

## 行政区划
南义乡下辖以下地区：
北门村、北庄村、高仓村、屯庄村、刘寨村、马户村、马泉村、吴冢村、焦台村、寨河村和张堡村。